# Shangri-La (stad)
Shangri-La is een arrondissement in China, dat tot 2001 de naam Zhongdian voerde. De hoofdplaats van het arrondissement is Jiantang (建塘镇), maar ook deze plaats wordt als Shangri-La aangeduid.
De regio wordt ook Diqing (Engels: Dêqên) genoemd een 'autonome Tibetaanse prefectuur'.
Veel plaatsen zijn genoemd als mogelijke oorsprong van het verhaal over Shangri-La in de Tibetaanse boeddhistische traditie. Met name om zo veel mogelijk toeristen naar het gebied te trekken mag deze stad deze naam sinds 2001 officieel voeren. Een reden om aan te nemen dat dit de plaats is waarnaar verwezen wordt in het verhaal over Shangri-la is het beroemde Songzanlin klooster (Engels: Ganden Sumtseling Monastery).
Door Shangri-La loopt de nationale weg G214.

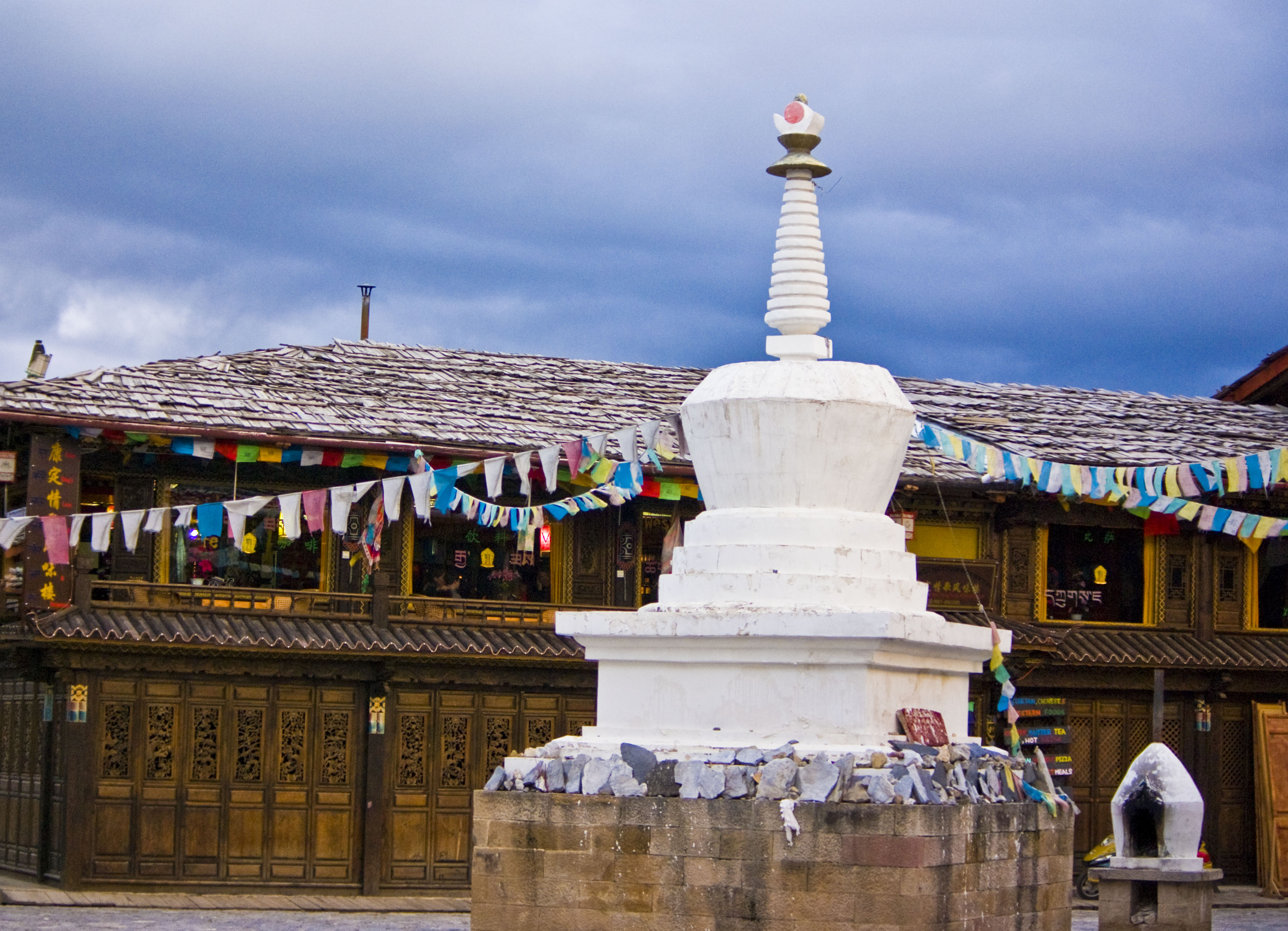
Chörten in Shangri-La